# Pachycnemia tibiaria
Pachycnemia tibiaria is een vlinder uit de familie spanners (Geometridae). De wetenschappelijke naam is voor het eerst geldig gepubliceerd in 1829 door Rambur.
De soort komt voor in Europa.